# Tulio Botero Salazar

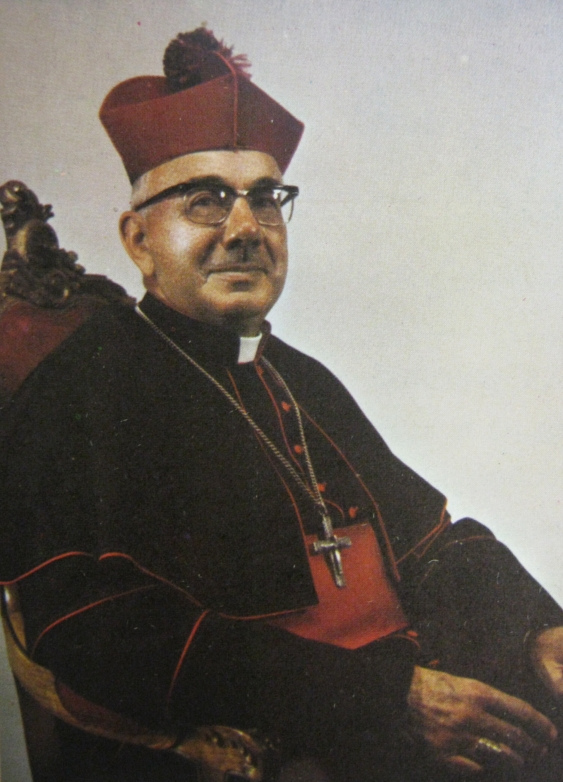
Erzbischof Tulio Botero Salazar (ca. 1965)

Tulio Botero Salazar CM (* 9. März 1904 in Manizales, Kolumbien; † 1. März 1981) war ein römisch-katholischer Geistlicher.

Erzbischofswappen

Botero Salazar besuchte die Schulen der Maristen und der Lazaristen. Am 27. Februar 1924 trat er dem Noviziat der Lazaristen bei. 1926 legte er die Gelübte. Ismael Perdomo Borrero weihte ihn am 19. Dezember 1931 in Bogotá zum Priester für die Lazaristen.
Papst Pius XII. ernannte ihn am 7. Mai 1949 zum Titularbischof von Marida und Weihbischof in Cartagena. Am 14. August 1949 weihte Bernardo Botero Álvarez CM, Bischof von Santa Maria, ihn zum Bischof. Mitkonsekratoren waren Crisanto Luque Sánchez, Bischof von Tunja, und Julio Caicedo Téllez SDB, Bischof von Cali. Am 1. Mai 1952 ernannte Papst Pius XII. ihn zum ersten Bischof von Zipaquirá und am 8. Dezember 1957 zum Erzbischof von Medellin. Papst Paul VI. nahm am 2. Juni 1979 seinen Rücktritt an.
Botero Salazar nahm an allen vier Sitzungsperioden des Zweiten Vatikanischen Konzils als Konzilsvater teil.